# Puig d'en Mamet
El Puig d'en Mamet és una muntanya de 151 metres que es troba al municipi de Roses, a la comarca catalana de l'Alt Empordà.